# CT Mariz e Barros (D-26)
El CT Mariz e Barros (D-26), originalmente construido como USS Brinkley Bass (DD-887), fue un destructor clase Gearing que sirvió en la Armada de los Estados Unidos y en la Marina de Brasil.

## Construcción
Fue puesto en gradas el 29 de mayo de 1944 en el astillero de Consolidated Steel. Su botadura fue el 8 de noviembre del mismo año y, el 12 de marzo de 1945, fue comisionado en la Armada de los Estados Unidos. El buque tenía un desplazamiento de 2425 t con carga estándar —y 3500 con carga plena—, una eslora de 119 m, una manga de 12,6 m y un calado de 5,8 m. Su propulsión se componía por cuatro calderas Babcock & Wilcox, dos turbinas General Electric y dos hélices. El buque desarrollaba una velocidad de 32 nudos. Su armamento consistía en cuatro cañones MK-38 de 127 mm distribuidos en dos torres, un lanzatorpedos de ocho tubos Asroc y dos lanzatorpedos triples MK-32.

## Servicio
El 8 de diciembre de 1973, Estados Unidos vendió a Brasil los destructores USS Henry W. Tucker y USS Brinkley Bass, que recibieron los nombres «Marcílio Dias» y «Mariz e Barros», respectivamente.
En julio de 1983, participó de la Operación Amigos 83, ejecutado en la costa uruguaya junto a los buques Maranhão y Bahía, y los uruguayos ROU 18 de Julio y ROU Artigas.
Brasil retiró del servicio al Mariz e Barros el 1 de septiembre de 1997. El buque sirvió de plataforma de entrenamiento y, en diciembre de 2000, fue hundido como barco objetivo.